# Karen Young (actrice)
Pour les articles homonymes, voir Karen Young (chanteuse canadienne) et Young.
Karen Young est une actrice américaine, née à Pequannock dans le New Jersey aux États-Unis.

## Biographie
Elle a joué dans un certain nombre de films américains, tels 9 Semaines ½ (1986), Banco (1986), Les Dents de la mer 4 : La Revanche (1987) et Daylight (1996).
Elle a été mariée à l'acteur Tom Noonan de 1992 à 1999 avec qui elle a eu deux enfants. Elle s'est remariée à Ken Eisen en 2012.